# Narriman Sadek
Narriman Sadek (El Cairo, 31 de octubre de 1933 - El Cairo, 16 de febrero de 2005) fue la hija del bey Hussain Fahmi Sadek, un funcionario de alto rango en el gobierno egipcio, y de su esposa, Asila Kamil. Fue la segunda esposa del rey Faruq de Egipto y la última reina consorte de Egipto.

## Biografía
Su nombre en turco significa "La bella fascinante de espíritu vivaz".
El rey Faruq se divorció de su primera esposa, la reina Farida, en 1948, después de un matrimonio de diez años en el que habían procreado tres hijas, pero ningún heredero varón. En un intento por asegurar su sucesión, y también para reavivar un poco de entusiasmo público hacia una dinastía en decadencia, se hizo saber que buscaba una nueva novia, preferiblemente egipcia, y de buena familia, aunque no perteneciente a la aristocracia.
Conocida como la "Cenicienta del Nilo" por su entorno de clase media, Narriman fue seleccionada como un gesto populista para apuntalar a la opinión pública sobre la monarquía. La joven rompió su compromiso anterior con un estudiante de doctorado de Harvard, llamado Zaki Hashem, y fue enviada a la embajada de Egipto en Roma para aprender cómo llevar a cabo sus deberes reales. Mientras estuvo en Roma asumió la identidad de la sobrina del embajador, con el fin de ocultar el propósito de su presencia. En la embajada estudió historia, protocolo y cuatro idiomas europeos. Asimismo, como consecuencia de la orden del rey de que volviera a Egipto con un menor peso, fue sometida a un estricto programa para adelgazar. El 6 de mayo de 1951, a la edad de 17 años, se casó con Faruq, convirtiéndose así en reina de Egipto. La boda de la pareja fue lujosa y extravagante, y se celebró en el Palacio de Abdeen. Narriman llevaba un vestido de novia bordado con 20.000 diamantes, y los dos recibieron muchos regalos caros. Los regalos que se hicieron de oro fueron posteriormente fundidos en lingotes en secreto. 
El 16 de enero de 1952, Narriman dio a luz a su único hijo, Ahmed Fuad. Ese mismo año, Faruq fue obligado a abdicar por la revolución egipcia de 1952. Fue sucedido por su hijo pequeño, quien asumió el trono como rey Fuad II. El reinado de Fuad fue en gran parte simbólico, y fue interrumpido con el establecimiento de una república el año siguiente.
Tras la abdicación de Faruq, la familia real partió al exilio, a bordo del yate real "El-Mahrousa", en marzo de 1953. Aburrida con el estilo de vida itinerante y cansada del mujeriego Faruq, Narriman regresó a Egipto con su madre, a su antigua posición plebeya. Ella y Faruq se divorciaron el 2 de febrero de 1954.
El 3 de mayo de 1954, se casó con el Dr. Adham al-Nakib, de Alejandría, que había sido el médico personal de Faruq. Tuvieron un hijo, Akram, y posteriormente se divorciaron en 1961.
En 1967 se casó con Ismail Fahmi, otro médico. Vivió apartada de la vida social en el exclusivo barrio de Heliópolis, de El Cairo, hasta su muerte.
Narriman Fahmi murió el 16 de febrero de 2005 en el Hospital Dar al-Fouad, en las afueras de El Cairo, después de una hemorragia cerebral. Sus últimos años los pasó con su esposo, el Dr. Fahmi.

## Títulos y tratamientos
Esta tabla aún no está actualizada. Puedes contribuir aportando información sobre títulos y tratamientos de esta persona.

## Distinciones honoríficas
- Miembro de la Orden la Virtud [Condecoración de Nishan al-Kamal en brillantes] (Reino de Egipto, 5 de mayo de 1951).[3]